# Cheveu (film)
Pour les articles homonymes, voir Cheveu (homonymie).
Pour plus de détails, voir Fiche technique et Distribution.
Cheveu est un film français réalisé par Julien Hallard et sorti en 2010.

## Fiche technique
- Titre : Cheveu
- Réalisation : Julien Hallard
- Scénario : Julien Hallard
- Photographie : Isabelle Dumas
- Son : Vincent Verdoux, Emmanuel Bonnat, Nicolas Paturle
- Décors : Matthew Bond
- Musique : Charlie O.
- Montage : Jean-Christophe Bouzy
- Société de production : Les Films Velvet
- Pays d'origine :  France
- Durée : 17 minutes
- Date de sortie : France - 2010

## Distribution
- Stéphanie Noël
- Franc Bruneau
- Matthew Bond
- Jean-Pierre Becker
- Julie Delarme

## Distinctions

### Récompense
- Prix du meilleur court métrage du Syndicat français de la critique de cinéma 2010

### Sélections
- 2010 : Festival international du court métrage de Clermont-Ferrand[1]
- 2011 : Festival du film de Cabourg[2]